# Le Canard libéré
Le Canard libéré est un hebdomadaire marocain francophone satirique créé en 2007. Au format tabloïd, long de 16 pages, il est publié en kiosque tous les vendredis. 
Inspiré du Canard enchaîné français, Le Canard libéré paraît pour la première fois le samedi 3 février 2007,.

## Diffusion
Selon son fondateur, en 2012, Le Canard libéré est tiré à 10 000 exemplaires.